# 大塔铁路
大叻－塔占鐵路，是一條連接越南寧順省潘郎-塔占市塔占站到林同省大叻市大叻站的米軌鐵路，全長84公里。這条線可以連接到南北鐵路。在1919年塔占－瀧坡段41公里建成通車，在1932年瀧坡－大叻43公里建成通車。越南战争中不断遭到破坏，1968年彻底弃用。1990年代恢复了大叻至凉寨站的7公里长线路作为旅游观光铁路。

## 参看
- 越南鐵路運輸
- 越南交通